# Macrocentrum huberi
Macrocentrum huberi är en tvåhjärtbladig växtart som beskrevs av John Julius Wurdack. Macrocentrum huberi ingår i släktet Macrocentrum och familjen Melastomataceae.
Artens utbredningsområde är Venezuela. Inga underarter finns listade i Catalogue of Life.